# Nomia yunnanensis
Nomia yunnanensis är en biart som beskrevs av Wu 1983. Nomia yunnanensis ingår i släktet Nomia och familjen vägbin. Inga underarter finns listade i Catalogue of Life.